# Fleckeby
Fleckeby (tiếng Đan Mạch: Flækkeby) là một đô thị thuộc quận Rendsburg-Eckernförde, bang Schleswig-Holstein.